# Txulpan Mulk
Txulpan Mulk (Txelpan Mulk) fou una princesa i emperadriu de Transoxiana, esposa de Tamerlà i filla de l'amir jat (mogol) Hajji Beg Irkanut (oncle de l'amir Ankatura).
Quan Tamerlà va marxar en la primera gran expedició contra Toktamix, va sortir de Taixkent el 27 de gener de 1391, i les dames van retornar a Samarcanda. Tamerlà només es va emportar a Txulpan Mulk Agha filla de l'amir mogol Hajji Beg Irkanut (l'oncle d'Ankatura).
El 1393, en la campanya de l'Iraq Ajamita, Tamerlà va sortir el dia 17 de gener de 1393 i va deixar el equipatge i a les reines Sarai Mulk Khanum i Tuman Agha mentre que altres (Txulpan Mulk Agha, i les concubines Durr Sultan Agha i Nigar Agha o Neghiar Agha) el van acompanyar.
El 6 de febrer de 1394 Timur va retornar cap a Mardin; pel camí va trobar a l'emperadriu Txelpan Mulk Agha, que s'havia quedat amb l'equipatge mes d'un mes abans, que així es va reunir amb el seu marit en un turó prop de Mardin.
El 1395, en la segona expedició contra Toktamix, just al acabar el hivern, Timur va reenviar a les reines i als joves prínceps a Samarcanda i a la princesa Txelpan Mulk Agha la va enviar cap a Sultaniya amb l'equipatge
El 1399, de retorn de la campanya de l'Índia, Tamerlà va arribar a Kabul on va deixar a l'emperadriu Txelpan Mulk Agha i algunes tropes per descansar
El 1401 Timur va deixar l'equipatge amb Xah Rukh i l'amir Xah Malik per portar-lo a Tabriz juntament amb la reina Txelpan Mulk Agha.
El 1403 Timur va cridar a les emperadrius Sarai Mulk Khanum, Tuman Agha, Txelpan Mulk Agha i la princesa Khan Zade, per anar a trobar-lo a Awnik (des de Sultaniya).